# Ushuaia (departamento)
Departamento Ushuaia é um departamento da província da Terra do Fogo, na Argentina. Seu único município, e por tanto cabeceira municipal, é Ushuaia.